# L'Amour au présent
Pour plus de détails, voir Fiche technique et Distribution.
L'Amour au présent (We Live in Time) est un film franco-britannique réalisé par John Crowley, sorti en 2024.
Le film est présenté « hors compétition » au Festival de Toronto 2024.

## Synopsis
Ce film raconte l’histoire d’amour entre Tobias, commercial dans l'entreprise de céréales Weetabix, et Almut, jeune cheffe cuisinière étoilée. Sous forme de flashbacks, nous pouvons découvrir leur rencontre, la naissance de leur fille ainsi que la découverte du cancer d’Almut et son combat contre ce dernier.

## Fiche technique
- Réalisation : John Crowley
- Scénario : Nick Payne
- Musique : Bryce Dessner
- Directeur de la photographie : Stuart Bentley
- Montage : Justine Wright
- Costumes : Liza Bracey
- Distribution : A24 (États-Unis), Studiocanal (France)
- Durée : 108 minutes
- Dates de sortie :
  - Canada : 7 septembre 2024 (Festival de Toronto)
  - États-Unis : 18 octobre 2024
  - Royaume-Uni : 1er janvier 2025
  - France : 1er janvier 2025

## Distribution
- Andrew Garfield (VF : Donald Reignoux) : Tobias Durand
- Florence Pugh (VF : Kelly Marot) : Almut Brühl
- Grace Delaney (VF : Romy Pointet) : Ella
- Lee Braithwaite (VF : Louise Delilez) : Jade
- Aoife Hinds (en) (VF : Capucine Lespinas) : Skye
- Adam James (en) (VF : Guillaume Lebon) : Simon Maxson
- Douglas Hodge (VF : Guy Vouillot) : Reginald Durand
- Amy Morgan (VF : Magali Rosenzweig) : Leah
- Niamh Cusack (en) (VF : Catherine Davenier) : Sylvia
- Lucy Briers (VF : Anne Morier) : Dr Kerri Weaver
- Robert Boulter (en) (VF : Alexandre Bierry) : Dr Hernandez
- Nikhil Parmar (VF : Sonny Thongsamouth) : Sanjay
- Kerry Godliman (en) (VF : Agnès Cirasse) : Jane
- Heather Craney (en) : Buffy Jones
- Marama Corlett : Adrienne Duvall
- Sue Wallace (en) (VF : Isabelle Ferron) : Carlotta

 Source et légende : version française (VF) sur RS Doublage et carton cinématographique du doublage français.

## Production

### Développement
Le scénario de L'Amour au présent est écrit par Nick Payne (en) pour Studiocanal. Le film est produit par Benedict Cumberbatch pour sa société londonienne SunnyMarch. L'Amour au présent est une coproduction entre Leah Clarke, Adam Ackland et Guy Heeley de SunnyMarch et Ron Halpern et Joe Naftalin de Studiocanal.

### Attribution des rôles
En mars 2023, quelques jours après la présentation de remise de l'Oscar du meilleur scénario original lors de la 95e cérémonie des Oscars par Andrew Garfield et Florence Pugh, les deux acteurs sont annoncés être en pourparlers pour jouer dans le film.

### Tournage
Les prises de vues commencent à Londres en avril 2023. Les acteurs et l'équipe de tournage sont remarqués à Herne Hill. Plus tard ce mois-là, ils sont aperçus à une co-op Food (en) à Blackfen.

## Sortie et accueil
Le film est sorti le 11 octobre 2024 aux États-Unis, distribué par A24. En France, L'Amour au présent sort le 1er janvier 2025 au cinéma.